# فرانك فيلد
فرانك فيلد (29 فبراير 1908 - 25 أبريل 1981 في المملكة المتحدة) (بالإنجليزية: Frank Field)‏ هو لاعب كريكت بريطاني (وحمل سابقاً جنسية المملكة المتحدة لبريطانيا العظمى وأيرلندا). لعب مع نادي مقاطعة ورسسترشاير للكريكيت ‏.

## وصلات خارجية
- فرانك فيلد على موقع إي آس بي آن كريك إنفو (الإنجليزية)